# Accadde a Selma
Accadde a Selma (Selma, Lord, Selma) è un film per la televisione del 1999 diretto da  Charles Burnett.
Il film è un adattamento cinematografico dell'omonimo libro di memorie di Sheyann Webb, Rachel West Nelson e Frank Sikora.

## Trama
Sheyann Webb, una bambina afroamericana di nove anni, vede Martin Luther King entrare nella Brown Chapel AME Church, mentre gioca all'aperto con i suoi amici. Viene detto loro che il dott. King è venuto a Selma, in Alabama, per aiutare i neri ad ottenere il diritto di voto. Sheyann impara molte cose dal dottor King. Ad esempio, le insegna che alla domanda "Bambini, cosa volete?" la risposta dovrebbe essere "Libertà". Le insegna anche che tutti meritano di essere trattati con equità, indipendentemente dal colore della pelle, e che anche i bambini hanno una battaglia da combattere. Sheyann vuole essere coinvolto e salta la scuola per intrufolarsi nelle riunioni. Una notte un amico di Sheyann di nome Jimmie Lee Jackson viene ucciso. Per attirare l'attenzione sulla sua morte è stato deciso che si svolgerà una marcia di 54 miglia fino alla capitale dello stato dell'Alabama. I manifestanti presenteranno una petizione al governatore Wallace per protestare contro la discriminazione razziale. Domenica 7 marzo 1965, un giorno che verrà chiamato Bloody Sunday, Sheyann e altri manifestanti afroamericani marciano sull'Edmund Pettus Bridge in rotta verso Montgomery e vengono attaccati dalla polizia. Sheyann è la persona più giovane ad aver tentato di marciare. In agosto, il presidente Lyndon B. Johnson firma il Voting Rights Act del 1965, per supervisionare e far rispettare i diritti costituzionali di suffragio e prevenire misure discriminatorie, come i test di alfabetizzazione contro i potenziali elettori.